# Mniotype occidentalis
Mniotype occidentalis é uma espécie de insetos lepidópteros, mais especificamente de traças, pertencente à família Noctuidae.
A autoridade científica da espécie é Yela, Fibiger, Ronkay & Zilli, tendo sido descrita no ano de 2010.
Trata-se de uma espécie presente no território português.